# レーティッシュ鉄道ABDe4/4 481-486形電車

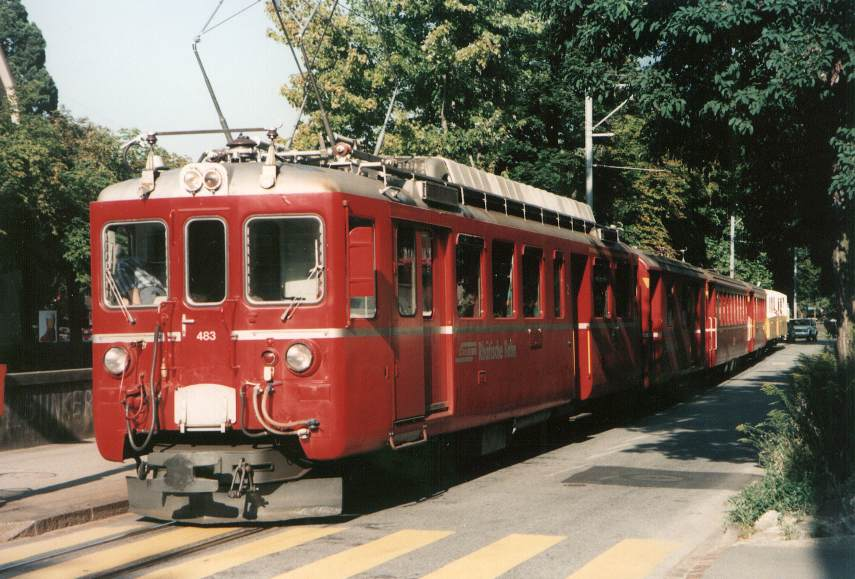
クール市内の併用軌道区間のABDe4/4 483^{II}号機

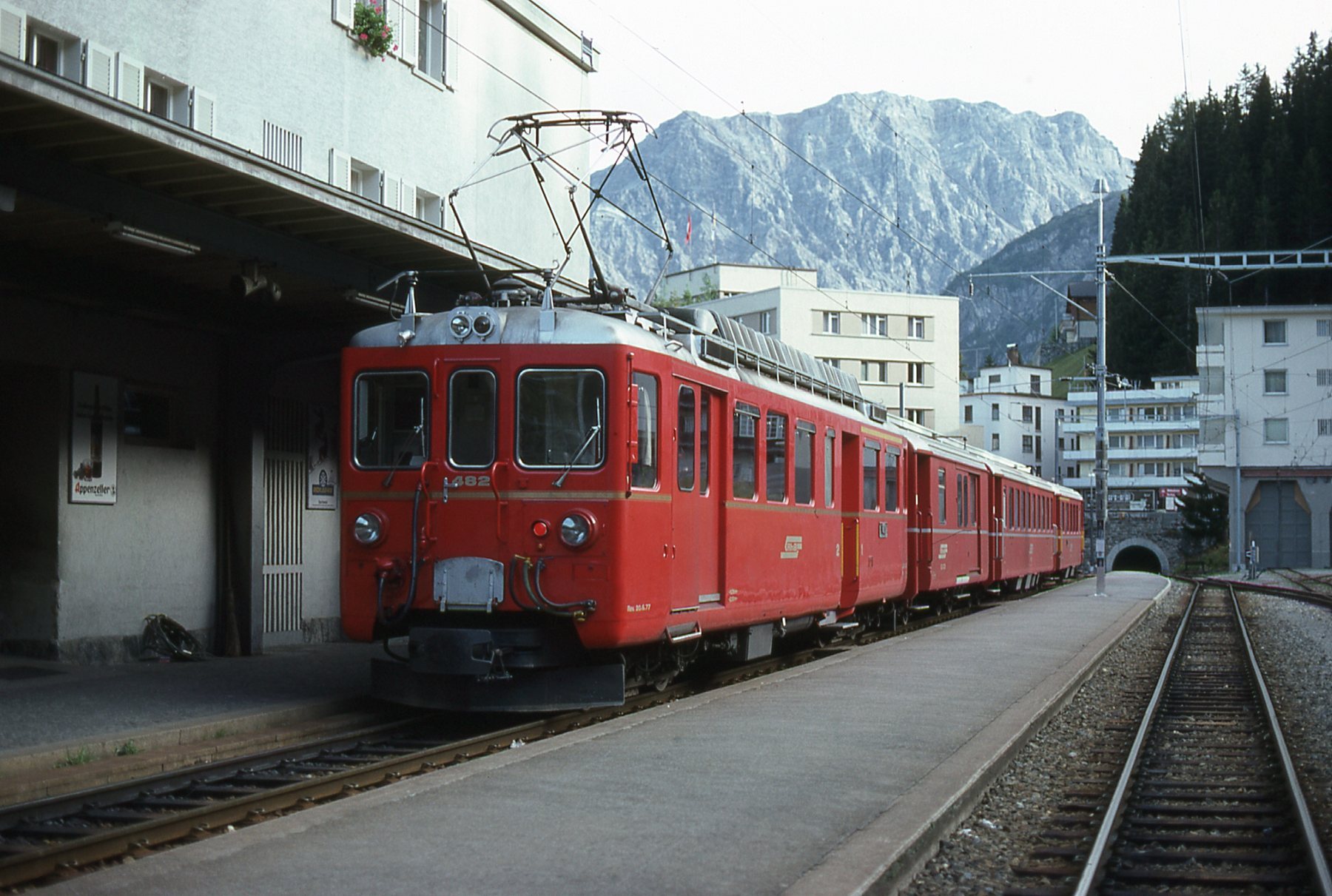
アローザ駅に停車中のABDe4/4 482^{II}号機が牽引する列車

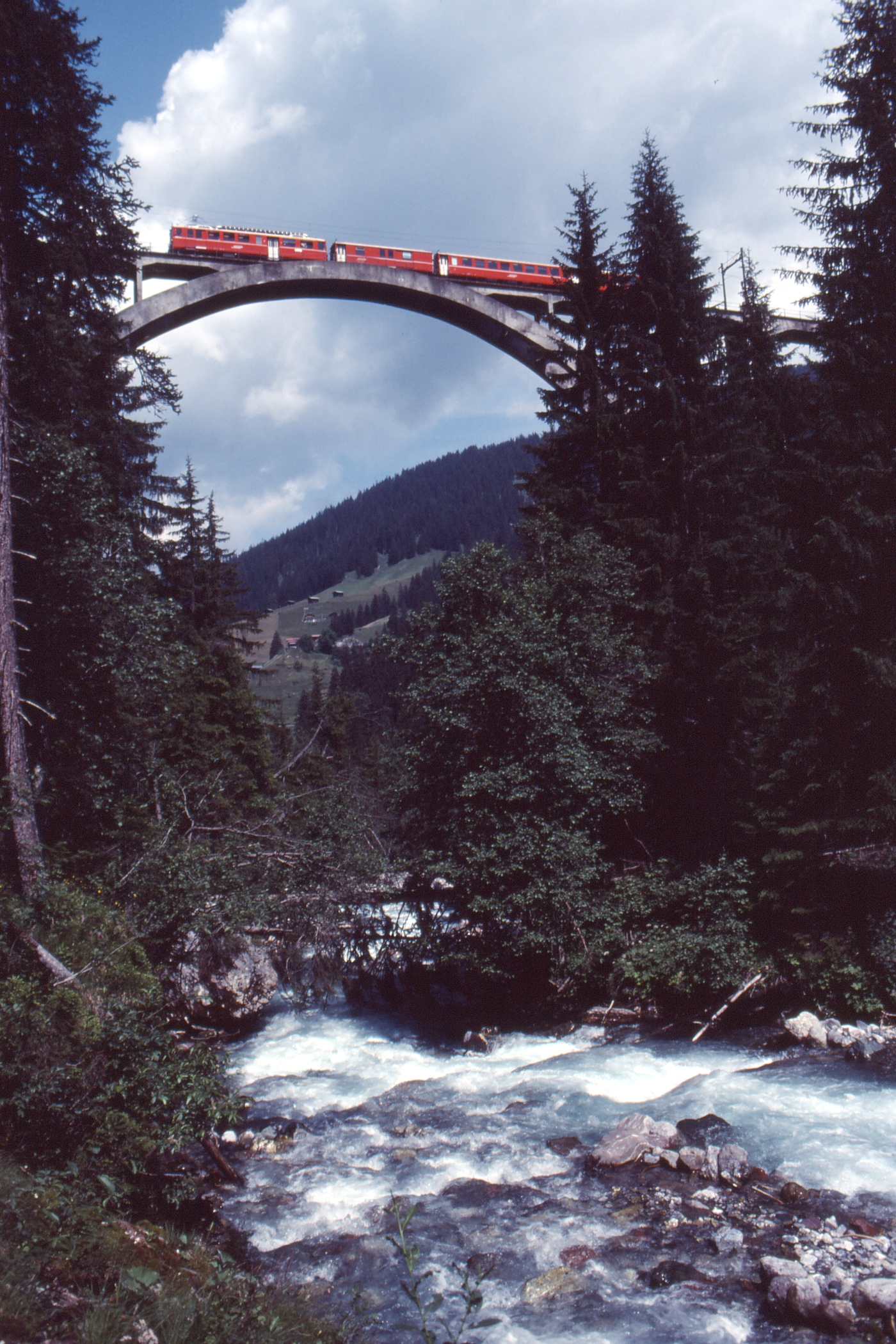
ラングィース橋を渡るABDe4/4 481^{II}-486^{II}形が牽引する列車

レーティッシュ鉄道ABDe4/4 481II-486II形電車(レーティッシュてつどうABDe4/4 481II-486IIがたでんしゃ)は、スイス最大の私鉄であるレーティッシュ鉄道（Rhätischen Bahn (RhB)）の路線であるクール・アローザ線（Chur-Aroza）で使用されていた山岳鉄道用電車である。

## 概要
クール・アローザ線は1960年代にいたるまで開業以来の電車とベルニナ線からの借入車で運行されていたが、ベルニナ線へ車両を戻しつつ近代化も図るため、1957、1958年に製造された電車で、車体、機械部分、台車の製造をSWS、電機部分、主電動機の製造をBBCおよびSAASが担当しており、価格は1両408,000スイス・フランである。抵抗制御により1時間定格出力500kW、牽引力64kNを発揮する汎用機であり、さらに、本機の同型機として1両が製造されたベリンツォーナ・メソッコ線用のBDe4/4 491形の予備機として483II、484II号機が架線電圧直流2400V/1500V両用として製造され、車両不足時には転用することとしていた。機番と製造所、製造年は下記のとおりであるが、製造当初はABFe4/4形と呼称され、また、いずれの機番も2代目であるためそれぞれ"II"として区分している。
- 481II - 1957年 - SWS/BBC
- 482II - 1957年 - SWS/BBC
- 483II - 1957年 - SWS/BBC
- 484II - 1957年 - SWS/BBC
- 485II - 1958年 - SWS/BBC/SAAS
- 486II - 1957年 - SWS/BBC

## 仕様

### 車体
- 車体は両運転台式の鋼製で正面は貫通扉付の3面折妻、側面は運転室の最前部の窓部分からわずかに絞られた形状となっている。客室は車体中央の4枚折戸の客扉のあるデッキ部分をはさんでクール側が座席定員6名の1等室が2室、アローザ側が座席定員16名と8名の2等室と面積3.5m2荷物室で、アローザ側の運転室後部にの荷物室扉が、デッキには長さ1560mmの大型トイレが設置されている。
- デッキ部の床面はレール面上1000mmで、ホームからはステップ2段を経由して乗車するほか、客室の床面がレール面上1120mmとなっており、デッキからはスロープを経由して入室する。
- なお、ベリンツォーナ・メソッコ線のBDe4/4 491形とは車体形状はほぼ同一であるが、本機では荷物室扉と客扉の間に面積3.5m2の荷物室と座席定員24名の2等室が設置されていたが、デッキから荷物室扉側が全て荷室となり扉も大型化されているほか、本機では1等室であった部分が2等室となっている点が異なっている。
- 1等室は2+1列の付3人掛けが禁煙室と喫煙室にシートピッチ1900mmで1ボックスずつ、2等室は2+2列の4人掛けがシートピッチ1570mmで喫煙室に2ボックス、禁煙室に1ボックスのいずれも固定式クロスシートで、1等室のものは大型ヘッドレスト付、2等室のものは簡単なヘッドレスト付きであるほか、客室窓は1等室が幅1400mm、2等室が幅1200mmで高さはいずれも950mmの大型の下降窓となっている。
- 荷物室は長さ2220mmで、前部に幅1025mmの荷物扉が、その後ろ側に機械室と荷棚が設置されている。
- 運転室は長さ1300mmで、スイスやドイツで一般的な円形のハンドル式のマスターコントローラーが設置され、助手席側には手ブレーキのハンドルがあるほか、運転室横の窓は下降式で、反運転台側には電動式のバックミラーが設置されている。
- 正面は貫通扉付の3枚窓のスタイルで、下部左右の2箇所に大形の丸型前照灯、貫通扉上部に小形の丸形前照灯と標識灯のユニットが設置されている。また、正面には電気連結線・栓類が設置されているほか、先頭部屋根上に暖房用の直流2400Vの車間引通し用の電気連結器が設置されている。連結器は台車取付のねじ式連結器で緩衝器が中央、フック・リングがその左右にあるタイプで、先頭部に大型のスノープラウが設置されている。
- 塗装
  - 製造時は、車体は赤をベースに窓下に金色の細帯が入り、側面中央には"RhB"のレタリングが、正面貫通扉には機番が入るものである。また、屋根および屋根上機器が銀色、床下機器と台車はダークグレーであった。
  - その後窓下の帯が白となり、側面中央にはレーティッシュ鉄道のマークが入るようになり、その後窓下の帯を銀、側面中央にレーティッシュ鉄道のマークとレタリングが入るものとなった。

### 走行機器
- 制御方式は電磁接触器を使用した抵抗制御で、483II、484II号機は直流2400V/1500V両用となっており、BDe4/4 491形も本機の1500Vモードと同一の回路構成となっている。また、ブレーキ時には回生ブレーキもしくは発電ブレーキを使用する方式を採用しており、発電ブレーキは屋根上に搭載したブレーキ抵抗器でブレーキ力を発生させる。
- ブレーキ装置は主制御器による回生・発電ブレーキのほか空気ブレーキ、真空ブレーキ、台車中央下部の電磁吸着ブレーキ、手ブレーキを装備する。
- 主電動機は1時間定格出力125kW（2400Vモード時）もしくは150kW（1500Vモード時）のBBC製Typ GDTM 182a4直流直巻整流子電動機 を4台搭載し、最大牽引力135kN、1時間定格牽引力64kNの性能を発揮する。冷却は自己通風式であるが、冷却風は屋根肩部の吸気口から吸入する。なお、2400Vモードでは1台車の2台の主電動機を直列に接続して4Sの直列16段、2S2Pの直並列12段、弱界磁2段の制御を行うが、1500Vモードでは1台車の2台の主電動機を並列に接続して2S2Pの直並列16段、4Pの並列12段、弱界磁2段の制御を行う。
- 台車は軸距2550mm、車輪径920mmの鋼板溶接組立式台車で、台車中心が車体中央側に25mmずれた偏心台車となっているほか、軸箱支持方式は円筒案内式、枕ばねは重ね板ばね、軸ばねはコイルばねとしている。主電動機はノーズサスペションの吊掛式に装荷されて動輪に伝達される方式となっており、大歯車の内輪と外輪の間にゴムブロックを入れて緩衝機構としている。なお、減速比は1:4.83で、台車には砂箱が設置されている。
- そのほか、パンタグラフは菱形のものを1台、補助電源装置は床下に三相300V出力の、機械室内に直流36V出力の電動発電機を1台ずつ、床下にロータリー式電動空気圧縮機および電動真空ポンプなどを装備する。

### 主要諸元
- 軌間：1000mm
- 電気方式：DC2400V架空線式（483II、484II号機はDC1500V架空線式でも走行可）
- 最大寸法：全長17770mm、全幅2650mm
- 軸距：2550mm
- 台車中心間距離：11350mm
- 動輪径：920mm
- 自重：42.8t
- 座席定員
  - 1等室：12名
  - 2等室：24名
- 荷重：1.5t
- 走行装置
  - 主制御装置：電磁接触器式抵抗制御
  - 主電動機：Type GDTM 182a4直流直巻整流子電動機×4台（8極、連続定格[6]出力：113kW、1時間定格[7]出力：150kW、最大電流220A）
  - 減速比：4.83
- 牽引力
  - 2400Vモード：64kN（1時間定格、39.5km/h）、135kN（最大）
  - 1500Vモード：75kN（1時間定格、33km/h）、88kN（最大）
- 牽引トン数：60t（60パーミル、25km/h）
- 最高速度：65km/h
- ブレーキ装置：回生ブレーキ、発電ブレーキ、空気ブレーキ、真空ブレーキ、手ブレーキ

## 運行

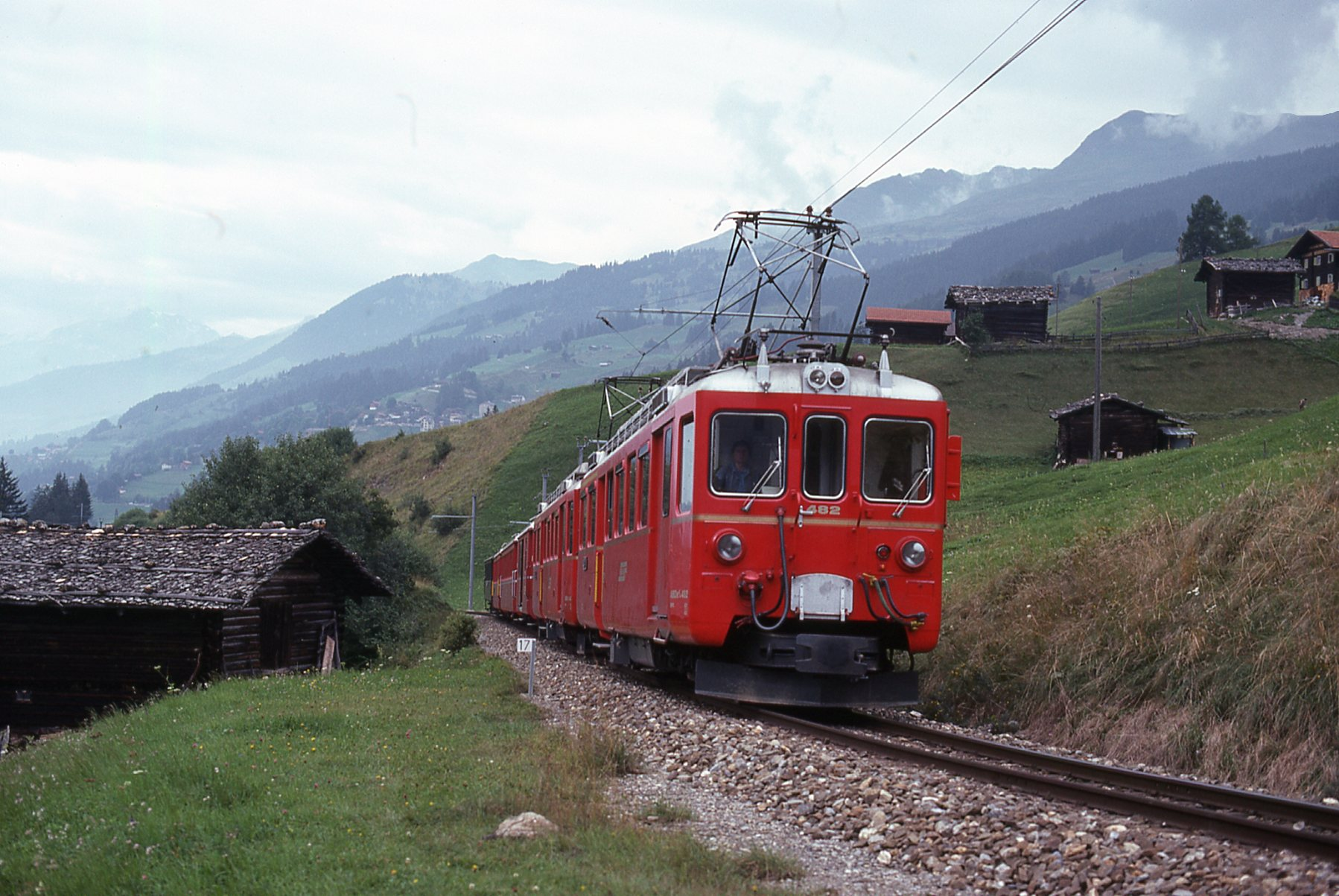
ABDe4/4 482^{II}号機他が牽引する列車

- レーティッシュ鉄道のDC2400V区間であるクール・アローザ線のスイス最古の都市クールから著名な避暑地でありスキーリゾートであるアローザ間で使用されていたが、この線は全長25.7km、最急勾配60パーミル、最急曲線半径60m、最高高度1739m、高度差1155mの山岳路線である。
- クール・アローザ線では客車列車や混合列車、貨物列車などを牽引していたほか、除雪列車の推進にも使用されていた。また、1969年にBDt 1701-03形制御客車が製造されるとプッシュプルトレインとしても使用されていた。
- 1964年および1965-1967年には483号機が応援で使用されるなど当初の予定通りベリンツォーナ・メソッコ線でも使用されたが、この線はベリンツォーナとメソッコ間の全長31.3km、最急勾配60パーミル、最急曲線半径80m、最高高度769m、高度差539mの山岳路線である。

## 廃車・譲渡
- 1997年11月29日にクール・アローザ線の電気方式がDC2400VからAC11kV 16.7Hzに変更となり、Ge4/4II形電気機関車が列車を牽引するようになると全機が廃車となったが、このうち484II、486II号機の2機がフランスの観光鉄道であるラ・ミュール鉄道[8]に譲渡されている。